# Alfred Hammer
Alfred Hammer (...) è un ex bobbista tedesco.

## Biografia
Ai campionati mondiali vinse una medaglia d'oro e una d'argento:
- nel 1958, medaglia d'oro nel bob a quattro con Hans Rösch, Walter Haller e Theodore Bauer.[1]
- nel 1960, medaglia d'argento nel bob a quattro con Theodore Bauer, Hans Rösch e Albert Kandlbinder.[1]